# Tim Harford

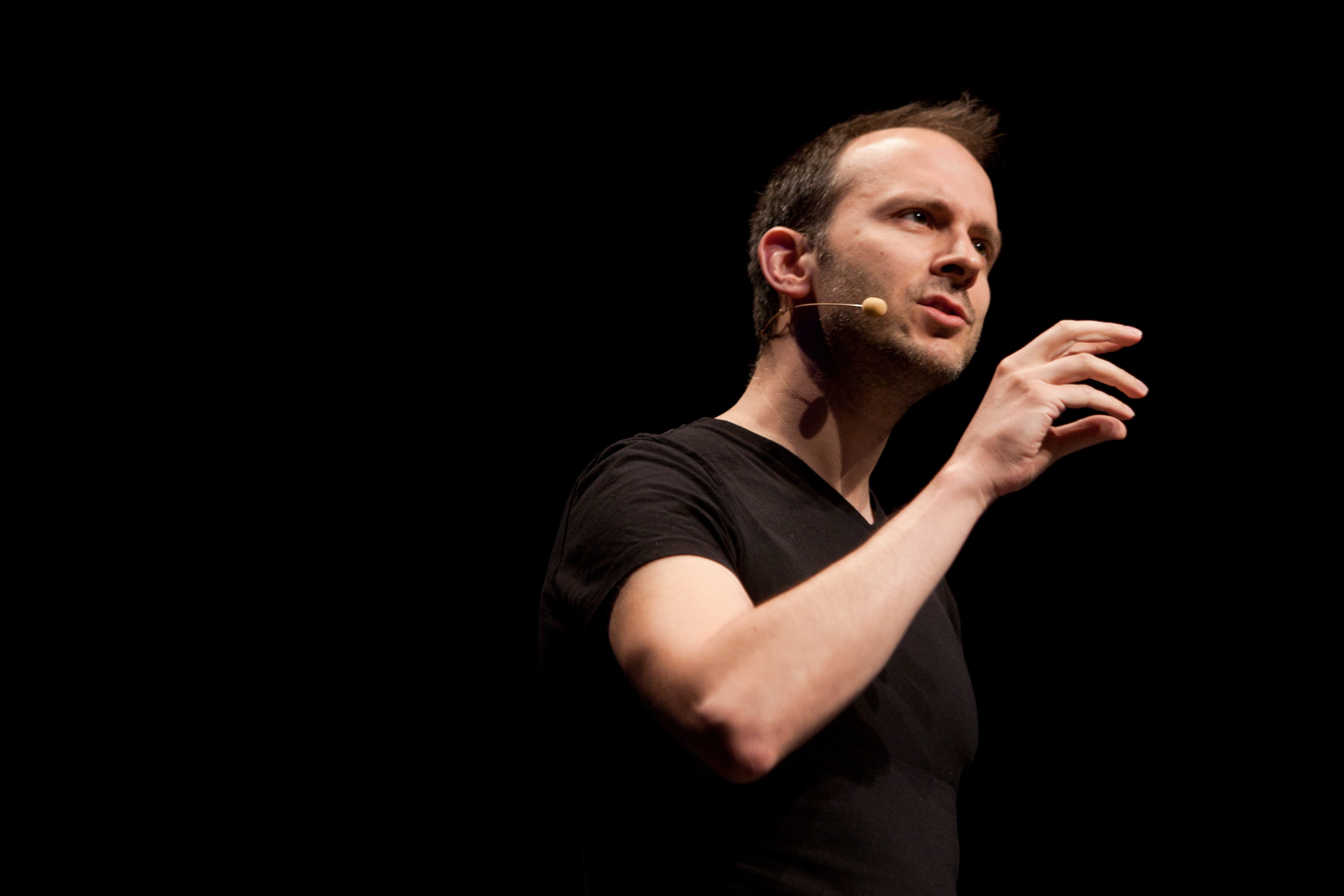
Tim Harford em 2012

Timothy Douglas Harford, OBE (nascido em setembro de 1973) é um economista, radialista e jornalista inglês que vive em Oxford.
Harford é autor de quatro livros de economia e escreve sua longa coluna no Financial Times, "The Undercover Economist", publicada na revista Slate, que explora as ideias econômicas por trás das experiências cotidianas. Sua coluna no Financial Times, "Since You Asked", foi veiculada entre 2011 e 2014 e ofereceu um olhar cético sobre as notícias da semana.
Em outubro de 2007, Harford assumiu o papel de apresentador no segmento de transmissão da BBC Radio 4 More or Less.

## Educação
Harford foi educado no Brasenose College, Oxford. Obteve um grau de Bacharel em Filosofia, Política e Economia e depois um Mestrado em Filosofia em Economia, em 1998. Harford disse que originalmente planejava abandonar a economia ao estudar para a graduação e que Peter J. N. Sinclair o convenceu do contrário.

## Carreira
Harford ingressou no Financial Times em 2003 em uma bolsa em homenagem ao colunista de negócios Peter Martin. Ele continuou a escrever sua coluna financeira depois de ingressar na International Finance Corporation em 2004 e voltou ao Financial Times como redator principal de economia em abril de 2006. Ele também é membro do conselho editorial do jornal.
Tim falou no TED, no PopTech e na Ópera de Sydney. Ele é membro visitante do Nuffield College, Oxford e membro honorário da Royal Statistical Society.
Em agosto de 2007, ele apresentou uma série de televisão na BBC, Trust Me, I'm an Economist. Em outubro de 2007, Harford substituiu Andrew Dilnot na série da BBC Radio 4 More or Less. Em 13 de novembro de 2020, ele iniciou uma nova série de podcasts sobre a vacinação de COVID-19 chamada How to Vaccinate the World.